# American Airlines

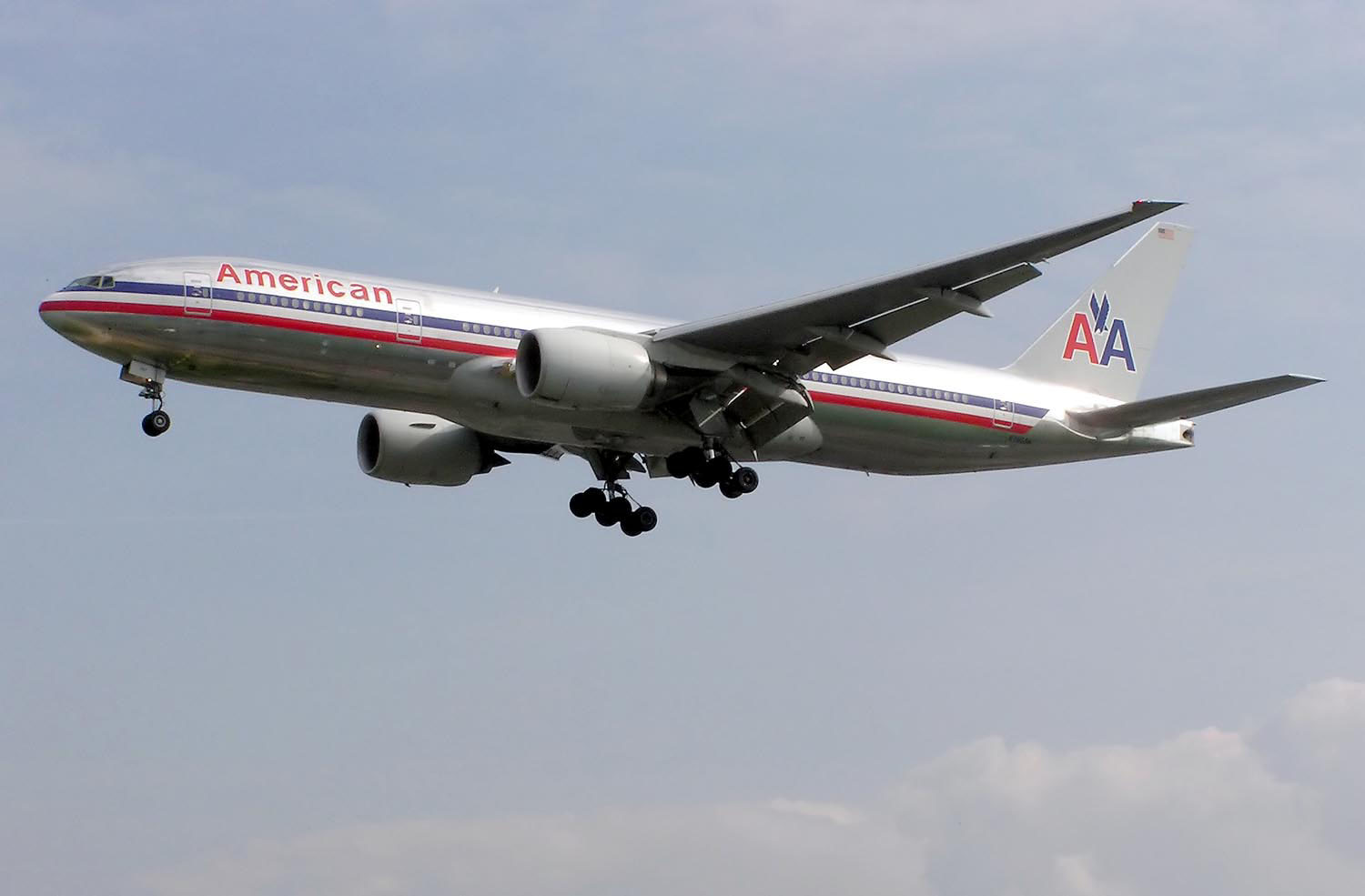
Az American Airlines Boenig 777 típusú gépe

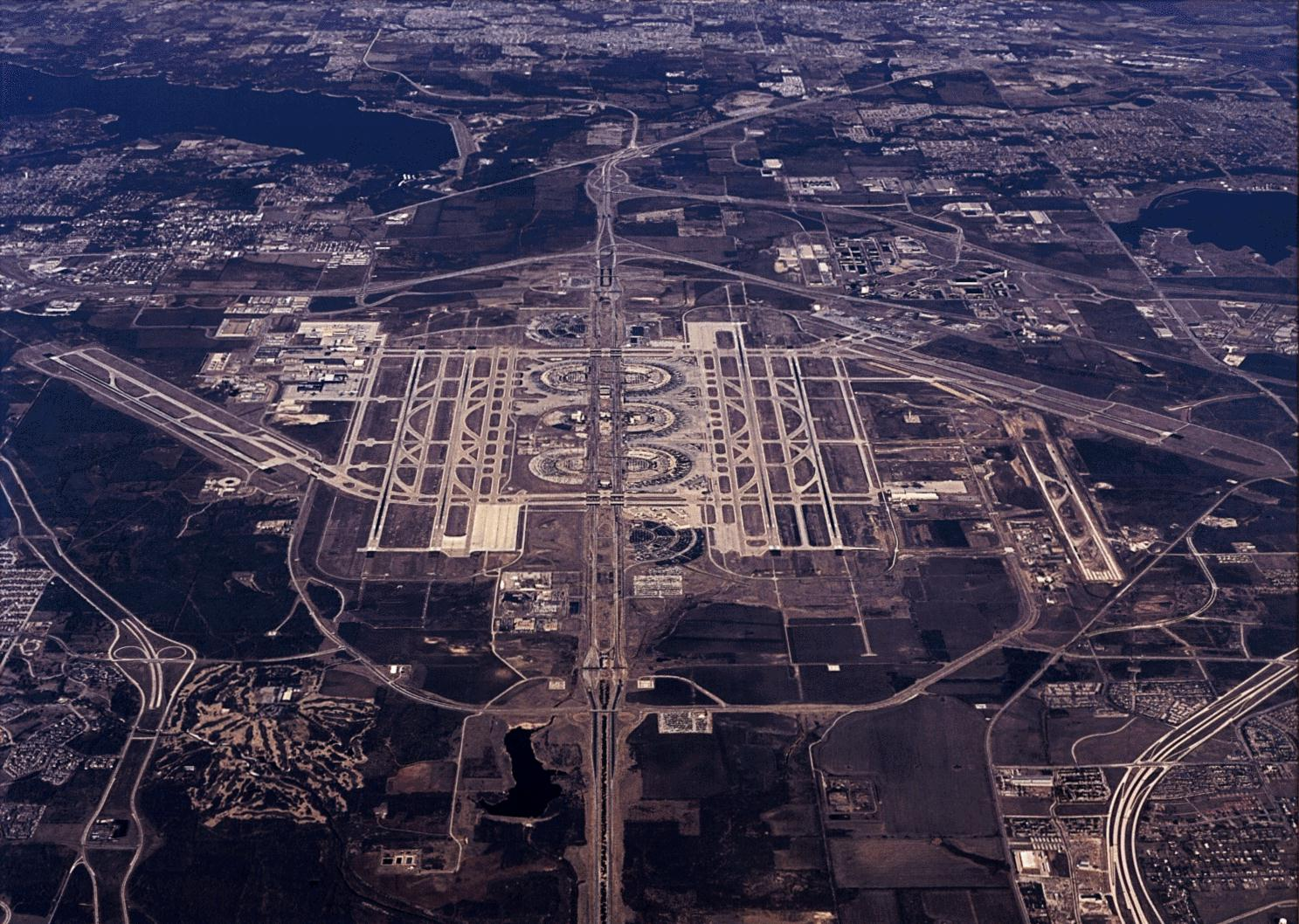
A Dallas-Fort Worth nemzetközi repülőtér képe a magasból

Az American Airlines, Inc. egy amerikai légitársaság. Leányvállalata az American Eagle regionális beszállító repüléseket végez a nagyobb repülőterekre. A befolyó jövedelmet tekintve második a listán (az Air France-KLM mögött). Az AMR Társaság tulajdonában van, vezetése a texasi Fort Worth városában található, a Dallas/Fort Worth nemzetközi repülőtér közelében.

## Történet

Az American Airlines egykori Douglas DC-3 gépe

Az American Airlines 1920-ban jött létre számos független légitársaság szövetségeként. 1930. január 25-én életre hívták az American Airways közös társaságot a Bostonból és New Yorkból Chicagóba és onnan Dallasba vezető légiutakon, valamint Dallas és Los Angeles közt. 1934–ben Errett Lobban Cord megvette a társaságot, és átkeresztelte American Air Linesra. Első vezérigazgatója C. R. Smith volt.
A második világháborúban a légitársaság sok csapatszállítást végzett. Ma is azokhoz a társaságokhoz tartozik, melyeket a Pentagon csapatszállításokkal bíz meg.
Az első turbólégcsavaros repülőgépe a Lockheed L–188 Electra volt. 1959. január 25-én üzembe vette a Boeing 707-es gépeket. Az első Boeing 747-est 1970. március 2-án vásárolta meg. 1984-ben az American Airlines a MD-82-es gépek fő vevőjeként lépett fel, 67 repülőgépet vett és előrendelése volt további 100 gépre. Az American Airlines a legnagyobb és legfontosabb üzemeltetője az MD-80 sorozatnak. Ezen túlmenően első vevője volt a Douglas DC-2, DC-3, DC-6, DC-7 és DC-10 gépeknek.
Az 1960-as évek elején az American Airlines az IBM céggel együtt kifejlesztette a Sabre nevű első elektronikus jegyfoglalási rendszert. 1981-ben a légitársaság létrehozta a sokszor repülők programját bónuszmérföld-rendszerrel mint marketingeszközzel: Az AAdvantage-Program ma is a legtöbb résztvevőt tudja világszerte felmutatni. A munkaterhelés, költség és árak menedzselése területét is forradalmasította az AA egy jól kidolgozott bevétel-menedzseléssel a légi közlekedés szakterületén. 1999-ben az American Airlines lett az alapító tagja a Oneworld nevű repülőtársaságok szövetségének. 2001 áprilisában felvásárolta a csődbe ment Trans World Airlines (TWA) légitársaságot.
2009. augusztus 25-én landolt az első Airbus A300-600R gépe a John Fitzgerald Kennedy nemzetközi repülőtéren. Az A300 12 éven át állt az American Airlines szolgálatában, és az egyetlen Airbus géptípus volt a légitársaságnál. Az A300-asok útvonalait később Boeing 757-esek vették át.

## A CIA- és FBI-jogvita
A United Airlines, a US Airways, a Delta Air Lines, a Continental Airlines, a Boeing és az American Airlines közösen indított pert az FBI és a CIA ellen a 2001. szeptember 11-ei terrortámadással kapcsolatban. A cél azoknak a kérdéseknek a tisztázása volt, hogy vajon a légitársaságokat együttesen bűnügyi felelősség terheli-e ezekért a merényletekért, és ezekre a reagálása helyes és megfelelő volt-e.

## Úticélok
A legfontosabbak: Dallas/Fort Worth nemzetközi repülőtér, O’Hare nemzetközi repülőtér, Miami, San Juan és a John Fitzgerald Kennedy nemzetközi repülőtér. Az American Airlines csaknem valamennyi szövetségi államba és Puerto Ricóba is repül. Interkontinentális kapcsolatai Európa, Dél-Amerika és Tokió. Elsősorban Karib-térség és Közép-Amerika viszonylatában van sűrű légihálózata; Kanada is a célok egyike. Németországban naponként érkezik egy-egy gépe a frankfurti repülőtérre Dallasból (egy Boeing 777) és Chicagóból (egy Boeing 767). Svájcba a zürichi repülőtérre naponta egy Boeing 767 gép repül a New York-i JFK repülőtérről. Budapestre 2018. május 4-től indít járatokat Philadelphiába, a járatok szezonálisak lesznek, és Boeing 767-esekkel fogják teljesíteni.

## Légiflotta

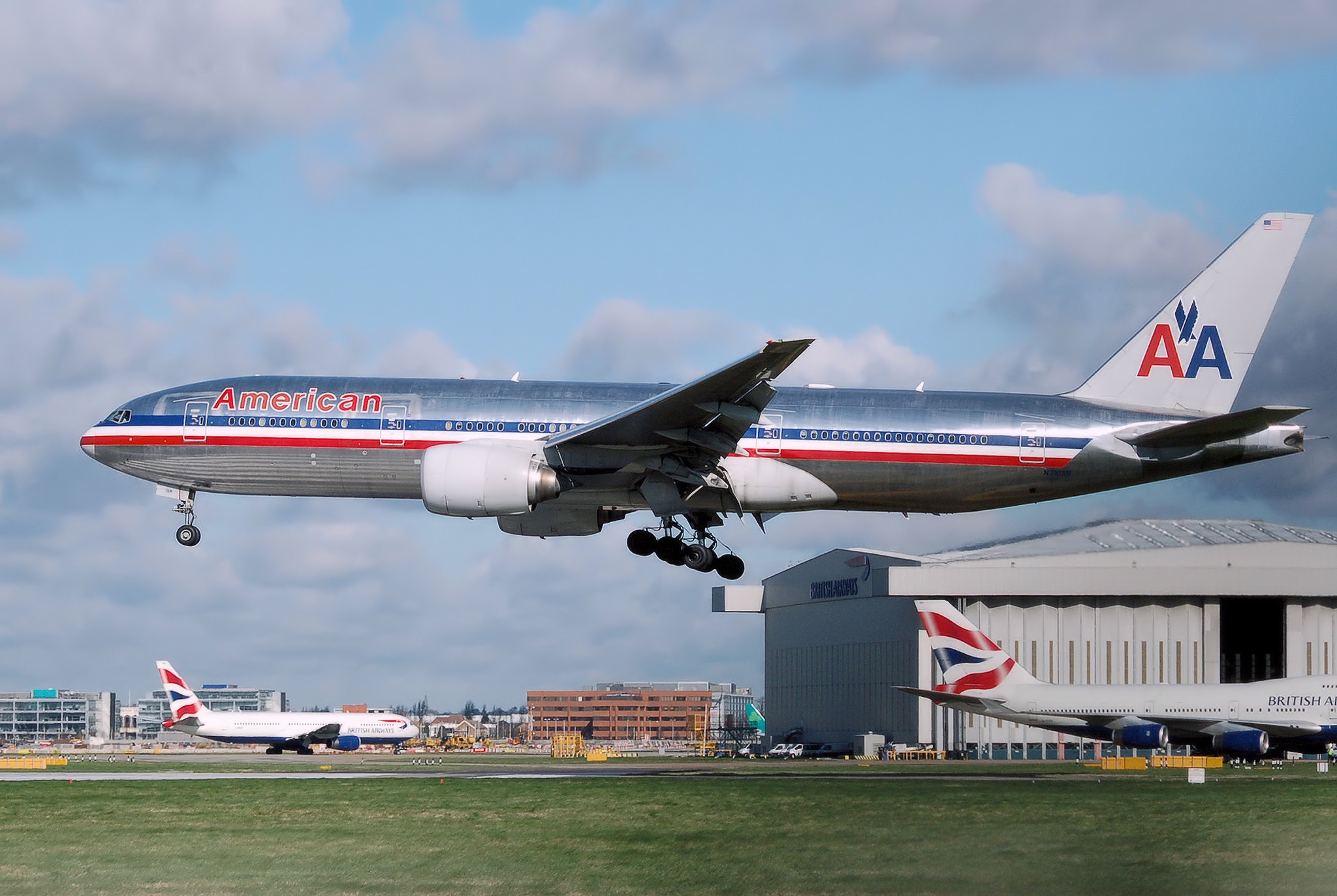
Az American Airlines egy 777-200ER repülőgépe

2020 januárjában az American Airlines légiflottája a regionális társaságokkal együtt 925 repülőgépből áll:

## Balesetek
Az American Airlines 14 balesetet szenvedett el, összesen 1433 halálos áldozattal. Ezek közül a legsúlyosabbak a következők voltak:
- 1979. május 25.: az American Airlines 191-es járata. A startnál a McDonnell Douglas DC–10 egyik hajtóműve leszakadt, és a gép hidraulikus rendszere megsérült, néhány másodperccel később a gép irányíthatatlanná vált és lezuhant. 271 ember a fedélzeten és kettő a földön halt meg. Máig ez a legsúlyosabb repülőgép-baleset az Amerikai Egyesült Államokban.
- 1995. december 20.: az American Airlines (N651AA) egy gépe landolás közben Kolumbiában Cali közelében egy hegynek repült. A pilóta hibájából 160 halálos áldozata lett a balesetnek.
- 1999. június 1.: az American Airlines 1420-as járatának katasztrófája. A gép egy MD-82-es volt, Dallasból Little Rock irányába repült, és szerencsétlenül járt Little Rockban. 11 halálos áldozatot követelt.
- A 2001. szeptember 11-ei terrortámadások során az United Airlines két gépe mellett egy Boeing 767-200ER gépet, az American-Airlines 11-es járatát és egy Boeing 757-200 gépet, az American Airlines 77-es járatát eltérítették. Egyikük a Világkereskedelmi Központ északi tornyába, másikuk a Pentagonba repült bele, és szétroncsolódott.
- 2001. november 12.: az American Airlines 578-as járata New Yorkból Santo Domingóba (Dominikai köztársaság). Az Airbus A300 egy előtte felszálló Boeing 747 keltette légörvényen át repült. A gépet ekkor a másodpilóta repülte, aki az oldalkormány rúdjának sorozatos, teljes, kétirányú elmozdításával reagált. Ezzel átlépte a repülőgép üzembiztonsági határait, amire a gép az egész oldal-kormánymű teljes leállításával válaszolt. Az így kormányzás nélkül maradt repülőgép egy lakótelepre zuhant. A gépen 260, a földön 5 személy vált a baleset áldozatává. A baleseti jelentés a másodpilóta kiképzésében jelölte meg a fő okot. A legtöbb pilóta ugyanis tévesen úgy tudta, hogy a manőverezési sebesség alatti sebességek mellett nemcsak egy, hanem minden rúdmozgatás megengedett.[6]

Az American Airlinest érintő további incidensek:
- 1972. június 12.: az American Airlines 96-os járatának balesete. A járatot teljesítő McDonnell Douglas DC–10-es raktérajtaja meghibásodott és kiszakadt a géptörzsből, ami robbanásos dekompressziót idézett elő. A repülő sikeres kényszerleszállást hajtott végre a Detroit Metropolitan repülőtéren.[7]
- 2009. december 22.: az American Airlines 331-es járatának balesete. A Kingston repülőtéren (Jamaikában) leszálló, a Miamiból érkező Boeing 737-800 igen nehéz időjárási feltételek mellett túlfutott a leszállópályán. Áttörte a repülőtér kerítését, áthaladt egy úton, és a repülőtér mögötti strandon állt meg. A törzse három részre szakadt, egyik szárnya és a hajtómű leszakadt. A 148 utas és a 6 fő személyzet közül 44-en megsérültek, 4 ezek között súlyos sérüléseket szenvedett.[8]
- 2016. október 28.: az A383-as járatát teljesítő Boeing 767-300ERA Chicago-Miami útvonal felé indult. A gép kb. 213 km/h sebességig gyorsult a futópályán, amikor tűz ütött ki a jobb oldali hajtóműnél. A pilóták megszakították a felszállást. Mivel a jobb oldali hajtómű kigyulladt, ez megakadályozta a gép jobb oldalán való kijutást. Az utasokat a bal oldalon sikeresen evakuálták a mentőcsúszdákon keresztül, a tüzet a reptéri tűzoltók megfékezték.[9]

## Helymegosztásipartnerek
- Aer Lingus
- Alaska Airlines
- British Airways
- Cathay Pacific
- China Eastern Airlines
- El Al
- EVA Air
- Finnair
- Gulf Air
- Hawaiian Airlines
- Horizon Air
- Iberia
- Japan Airlines
- LAN-szövetség (Tagjai: LAN Airlines, LAN Peru, LAN Ecuador és LAN Argentina)[10]
- Qantas
- Royal Jordanian

## Fordítás
Ez a szócikk részben vagy egészben  az   American Airlines című német Wikipédia-szócikk fordításán alapul.  Az eredeti cikk szerkesztőit annak laptörténete sorolja fel. Ez a jelzés csupán a megfogalmazás eredetét és a szerzői jogokat jelzi, nem szolgál a cikkben szereplő információk forrásmegjelöléseként.